# Гурка-Любартовська
Гурка-Любартовська (пол. Górka Lubartowska) — село в Польщі, у гміні Недзьв'яда Любартівського повіту Люблінського воєводства.
Населення — 522 особи (2011).
У 1975-1998 роках село належало до Люблінського воєводства.

## Демографія
Демографічна структура станом на 31 березня 2011 року:
|          | Загалом | Допрацездатний вік | Працездатний вік | Постпрацездатний вік |
| -------- | ------- | ------------------ | ---------------- | -------------------- |
| Чоловіки | 260     | 62                 | 172              | 26                   |
| Жінки    | 262     | 57                 | 149              | 56                   |
| Разом    | 522     | 119                | 321              | 82                   |